# 建宁县北站
建宁县北站，位于中华人民共和国福建省三明市建宁县黄坊乡武调村，是昌福铁路和建化铁路上的火车站，于2013年9月26日启用营运，由南昌铁路局管辖。

## 車站周邊
- 建宁县黄坊乡武调小学

## 歷史
- 2013年9月26日通车启用。

## 外部連結
- 中国铁路客户服务中心 （页面存档备份，存于）